# Sophie Wilson
Sophie Mary Wilson CBE FRS FREng (nascuda el 1957) és una enginyera informàtica anglesa que va tenir un paper important en el disseny del BBC Micro i de l'arquitectura ARM.
Wilson va dissenyar per primera vegada un microordinador durant un descans dels estudis al Selwyn College, Cambridge. Posteriorment es va unir a Acorn Computers i va ser fonamental en el disseny del BBC Micro, inclòs el llenguatge de programació BBC BASIC, el desenvolupament del qual va liderar durant els següents 15 anys. Va començar a dissenyar per primera vegada l’ARM (RISC) el 1983, que va entrar en producció dos anys després. Es va popularitzar en sistemes incrustats i ara és l’arquitectura de processadors més utilitzada en els telèfons intel·ligents. Wilson és actualment directora del conglomerat tecnològic Broadcom Inc. El 2011, va figurar a Maximum PC com a número 8 en un article titulat "Les 15 dones més importants de la història de la tecnologia". Va ser nomenada comandant de l’Imperi Britànic el 2019.

## Educació
Nascuda Roger Wilson, va ser criada a Leeds, Yorkshire, per pares que eren professors, el pare especialitzat en anglès i la mare en física. Des de 1975, va estudiar ciències de la computació i matemàtiques Tripos al Selwyn College, Universitat de Cambridge i va ser membre de la seva societat de microprocessadors. En una escapada de Setmana Santa a la universitat, Wilson va dissenyar un microordinador amb un microprocessador MOS Technology 6502, inspirat en l'anterior MK14, que s'utilitzava per controlar electrònicament l'alimentació de les vaques.

## Carrera
El 1978 es va unir a Acorn Computers Ltd després de dissenyar un dispositiu per evitar que les espurnes dels encenedors desencadenessin pagaments a les màquines escurabutxaques. El seu disseny d'ordinadors va ser utilitzat per Chris Curry i Hermann Hauser per construir el microordinador Acorn, el primer d'una llarga línia d'ordinadors venuts per la companyia.
El juliol de 1981, Wilson va ampliar el llenguatge de programació BASIC de l'Acorn Atom fent una versió millorada per a l'Acorn Proton, un microordinador que va permetre a Acorn guanyar el contracte amb la British Broadcasting Corporation (BBC) pel seu ambiciós projecte d'educació en informàtica. Hauser va emprar un engany, dient tant a Wilson com al seu company Steve Furber que l'altre havia acordat que es podria construir un prototip dins d'una setmana. Assumint el repte, va dissenyar el sistema, inclosa la placa de circuit i els components de dilluns a dimecres, que requerien que els nous circuits integrats DRAM ràpids fossin provinents directament de Hitachi. El dijous al vespre ja s’havia construït un prototip, però el programari tenia errors, cosa que obligava a estar desperta tota la nit i fins a la depuració de divendres. Wilson va recordar haver vist el casament del príncep Carles i la dama Diana Spencer en un petit televisor portàtil mentre intentava depurar i tornar a soldar el prototip. Va ser un èxit amb la BBC, que va adjudicar el contracte a Acorn. Juntament amb Furber, Wilson va estar present al darrere dels escenaris a la primera emissió de la màquina a la televisió, per si calguessin solucions de programari. Més tard, va descriure l'esdeveniment com "un moment únic en què el públic volia saber com funcionen aquestes coses i se'ls podia mostrar i ensenyar a programar".
El Proton es va convertir en el BBC Micro i el seu BASIC es va convertir en BBC BASIC, el desenvolupament del qual va ser dirigit per Wilson durant els següents15 anys. A més de programar, va escriure els manuals i les especificacions tècniques, adonant-se que la comunicació era una part important per tenir èxit.
L'octubre de 1983, Wilson va començar a dissenyar el conjunt d'instruccions per a un dels primers processadors d'ordinadors de joc d'instruccions reduïts (RISC), la màquina RISC Acorn (ARM). L'ARM1 es va lliurar el 26 d'abril de 1985 i va funcionar per primera vegada. Aquest tipus de processador es convertiria més tard en un dels nuclis IP amb més èxit: un nucli de CPU amb llicència - i el 2012 ja s’utilitzava en el 95% dels telèfons intel·ligents.
Wilson va dissenyar Acorn Replay, l'arquitectura de vídeo per a màquines Acorn. Això incloïa extensions de sistema operatiu per a l'accés al vídeo, així com els còdecs, optimitzats per executar vídeo amb alta freqüència de fotogrames a les CPU ARM a partir de l'ARM 2.
Va ser membre del consell de la companyia de jocs i tecnologia Eidos plc, que va comprar i va crear Eidos Interactive durant els anys posteriors a la seva flotació el 1990. Va ser consultora d'ARM Ltd quan es va separar d'Agorn el 1990.

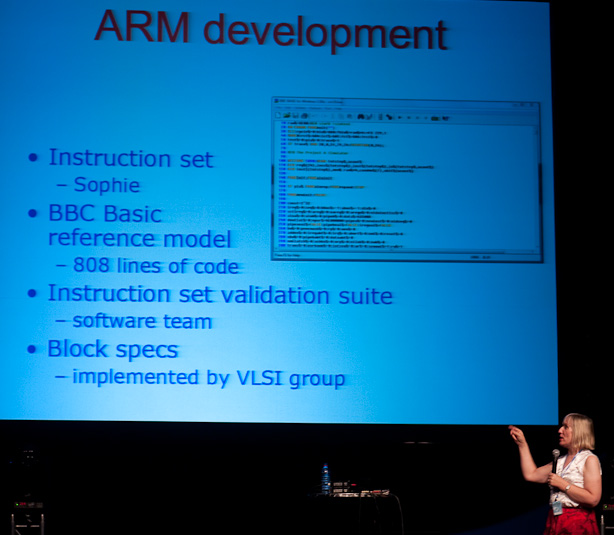
Wilson va fer una presentació pública sobre el desenvolupament d'ARM el 2009

Des de la desaparició d’Acorn Computers, Wilson ha fet un petit nombre d’aparicions públiques per parlar de la feina feta allà.
Ara és la directora de IC Design a l'oficina de Broadcom a Cambridge, Regne Unit. Va ser l'arquitecta en cap del processador Firepath de Broadcom. Firepath té la seva història a Acorn Computers, que, després de canviar el nom a Element 14, va ser comprada per Broadcom el 2000.
Wilson va figurar el 2011 a Maximum PC com a nº8 en un article titulat "Les 15 dones més importants de la història de la tecnologia".

## Distincions i guardons
Va ser guardonada amb el Fellow Award pel Computer History Museum de Califòrnia el 2012 "pel seu treball, amb Steve Furber, a l'ordinador BBC Micro i l'arquitectura del processador ARM". El 2013, Wilson va ser elegida membre de la prestigiosa Royal Society. Va rebre el premi Lovie Lifetime Achievement Award 2014 com a reconeixement per la seva invenció del processador ARM. El 2016 es va convertir en membre honorària de la seva alma mater, el Selwyn College de Cambridge.
Wilson va ser nomenada Commander of the Order of the British Empire (CBE) enel 2019 Birthday Honours per serveis informàtics.

## Vida personal
Wilson es va sotmetre a un canvi de sexe masculí a femení el 1994. Li agrada la fotografia i participa en un grup de teatre local, on s’encarrega de vestuari i escenografia i ha actuat en diverses produccions. També ha interpretat un paper secundari com a propietària d'un pub en el drama televisiu de la BBC Micro Men, en el qual un jove Wilson és interpretat per Stefan Butler. 